# Phytomyza nepalensis
Phytomyza nepalensis este o specie de muște din genul Phytomyza, familia Agromyzidae, descrisă de Spencer în anul 1965.
Este endemică în Nepal. Conform Catalogue of Life specia Phytomyza nepalensis nu are subspecii cunoscute.